# Гері Тейн
Гері Мервін Тейн (англ. Gary Mervin Thain);нар. 15 травня 1948 — пом.8 грудня 1975) — бас-гітарист, найбільш знаний завдяки роботі з британським рок-гуртом Uriah Heep.

## Біографія
Як учасник гурту The New Nadir переїхав з Нової Зеландії в Лондон, де йому одного разу довелося зіграти джем-сейшен з Джимі Гендріксом. 1969 року гурт розпався.
Після цього він стає учасником гурту Keef Hartley Band, в складі якого в 1971 році гастролює з Uriah Heep. Музиканти Uriah Heep звернули на нього увагу, і в лютому 1972 року він стає басистом Uriah Heep, де грає до лютого 1975 року. Його стиль був яскравий і характеризувався відмінними і мелодійними басовими партіями. Під час його останнього туру з Uriah Heep на виступі в Далласі він отримав сильний удар струмом і серйозно постраждав. Тур гурту був перерваний. Через пристрасть до наркотиків басист не міг виконувати свою роботу добре і гурт його звільнив та замінив на басиста-вокаліста гурту King Crimson, Джона Веттона.
Був знайдений мертвим у себе вдома в Норвуд-Гріні, причина — передозування героїном 8 грудня 1975 року. Йому було всього 27 років.

## Дискографія

### Марта Велез
- Fiends and Angels (1970)

### Keef Hartley Band
- Halfbreed (1969)
- The Battle of North West Six (1969)
- The Time is Near (1970)
- Little Big Band Live at The Marquee 1971 (1971)
- Overdog (1971)
- Seventy-Second Brave (1972)

### Міллер Андерсон
- Bright City (1971)

### Pete York Percussion Band
- The Pete York Percussion Band (1972)

### Uriah Heep
- Demons & Wizards (1972)
- The Magician's Birthday (1972)
- Uriah Heep Live (1973)
- Sweet Freedom (1973)
- Wonderworld (1974)
- Live at Shepperton '74 (1986)

### Кен Хенслі
- Proud Words on a Dusty Shelf (1973)

### Me And The Others / The New Nadir
- Uncovered (2009)